# Хокул, Кэти
Кэтлин Кортни Хокул (англ. Kathleen Courtney Hochul /ˈhoʊkəl/; род. 27 августа 1958, Буффало, Нью-Йорк) — американский политик, состоит в Демократической партии. 57-й губернатор штата Нью-Йорк (с 2021) и первая женщина в этой должности. Вице-губернатор штата с 2015 по 2021. Кэти носит польскую фамилию (по-польски читается Хохул) по мужу Уильяму Хокулу, американскому адвокату польского происхождения.

## Биография

### Образование
Кэтлин Кортни родилась в Буффало, вторая из шести детей в рабочей ирландской семье. Изучала политологию в Сиракузском университете, в этот период встретилась со своим будущим мужем Биллом Хокулом (впоследствии тот работал федеральным прокурором в Буффало), получила степень доктора юриспруденции в школе права Католического университета Америки.

### Политическая карьера
Работала помощницей конгрессмена Джона Лафальса и позднее — сенатора Дэниэла Мойнихэна. Во второй половине 1980-х годов прервала карьеру для воспитания двоих детей, затем в 35 лет была избрана в городской совет Хэмбурга в штате Нью-Йорк и проработала там 14 лет, а позднее работала служащей в администрации округа Эри.
В 1998 году депутат Ассамблеи штата Нью-Йорк афроамериканка Кристал Пиплз-Стоукс выставила свою кандидатуру в преимущественно белом Хэмбурге на выборах в Палату представителей США и, по её словам, одной из немногих депутатов городского совета, поддержавших избирательную кампанию, стала Кэти Хокул. В период работы в администрации округа Эри, расположенного на канадской границе, Хокул подвергалась критике, поскольку не допускала выдачи водительских лицензий иммигрантам без документов.
24 мая 2011 года Хокул победила на дополнительных выборах в Палату представителей США от 26-го округа Нью-Йорка, назначенных после скандальной отставки республиканца Криса Ли, размещавшего в Сети свои фото с голым торсом, и сохраняла мандат до 2013 года, проиграв очередные выборы теперь уже в 27-м округе республиканцу Крису Коллинзу.
В 2015 году вступила в должность вице-губернатора штата Нью-Йорк, победив на выборах вместе с губернатором Эндрю Куомо, в 2018 году они были переизбраны.
В должности вице-губернатора председательствовала в десяти советах по экономическому развитию, которые вкладывали средства в различные проекты по всему штату, а также сопредседательствовала в целевой группе по борьбе со злоупотреблением героином и опиоидами. В 2015 году возглавляла кампанию Куомо «Enough is Enough» (Хватит значит хватит) против сексуальных нападений в колледжах.

### В должности губернатора штата Нью-Йорк
24 августа 2021 года после отставки Эндрю Куомо вступила в должность губернатора штата Нью-Йорк, став первой в истории женщиной на этой должности. На период до назначения новым губернатором вице-губернатора его обязанности стала временно исполнять лидер большинства в Сенате штата Андреа Стюарт-Казенс, сохранившая и свою основную должность.
9 сентября 2021 года к присяге вице-губернатора приведён член Сената штата Нью-Йорк Брайан Бенджамин.
17 февраля 2022 года на конвенте демократов штата Нью-Йорк 86 % делегатов проголосовали за выдвижение кандидатуры Хокул на следующих губернаторских выборах. Тем не менее, будут также организованы праймериз, в которых смогут принять участие другие претенденты на выдвижение, собравшие достаточно подписей однопартийцев в свою поддержку.
13 июня 2022 года после отмены Верховным судом США своего решения по делу Роу против Уэйда Хокул подписала пакет законов штата, защищающих от судебного преследования за пределами Нью-Йорка женщин, прервавших беременность на его территории, и медицинских работников, осуществляющих на его территории аборты.
29 июня 2022 года победила на праймериз и стала первой женщиной — официальным кандидатом от Демократической партии на выборах губернатора штата Нью-Йорк. Уже через несколько часов активно продолжила борьбу за сохранение введёных штатом ограничений на ношение оружия, правомерность которых поставлена под сомнение недавним решением Верховного суда.
8 ноября 2022 года победила на выборах кандидата республиканцев Ли Зелдина с результатом около 53 % и стала первой женщиной, избранной губернатором штата Нью-Йорк.
6 ноября 2024 года, когда стало известно о победе Дональда Трампа на президентских выборах, Хокул выступила с заявлением о признании результатов волеизъявления американских избирателей, но о намерении защищать права жителей штата от посягательств новых федеральных властей.
12 февраля 2025 года новый генеральный прокурор США Пэм Бонди объявила о подаче судебных исков против должностных лиц ряда штатов, включая Кэти Хокул, за проведение иммиграционной политики, противоречащей федеральному законодательству.